# Juan Camilo Valencia
Juan Camilo Valencia González ist ein kolumbianischer Rechtsanwalt und Diplomat.

## Werdegang
Valencia studierte Jura an der Universidad Sergio Arboleda. Außerdem hat er einen Master-Titel in Politikwissenschaften der Fundación Internacional y para Iberoamérica de Administración y Políticas Públicas in Madrid (Spanien) und in  „International Education for Public Servers“ der Societa’ Italiana Per L ´Organizzazione internazionale SIOI in Rom (Italien) inne. 20 Jahre arbeitete Valencia als Rechtsanwalt und Rechtsberater.
Zehn Jahre arbeitete er im Wirtschaftsmanagement als Projektberater, im Bereich Anwerbung von ausländischem Kapital in Kolumbien, im Erdölbereich mit mexikanischen und kolumbianischen Firmen. Außerdem war er Professor für Verfassungsrecht.
2019 folgte Valencia José Renato Salazar Acosta als kolumbianischer Botschafter in Jakarta für Indonesien, Osttimor und die ASEAN. Seine Akkreditierung für Indonesien übergab er am 13. Februar und für die ASEAN am 19. Juni 2019. Die Akkreditierung für Osttimor übergab Valencia wegen der COVID-19-Pandemie am 11. November 2021 virtuell.

## Familie
Valencia ist der Sohn der Politikers und  Diplomaten Fabio Valencia Cossio, ehemaliger Innenminister und Senatspräsident.